# La Gran Fogata
La Gran Fogata fue una banda de rock-pop formada en la ciudad de Maracaibo, Venezuela en 1970. Esta banda alternó con artistas internacionales como Barry White, Donna Summer y Sérgio Mendes.

## Formación
La formación original de la banda estaba compuesta por Carlos Moreno (voz líder, guitarras, coros), Néstor Bermúdez (bajo, coros), Juan Oropeza (teclados, guitarra acústica, armónica, coros) y Luis Rojas (batería, percusión). Luego de editar Serenata en 1977, Néstor Bermúdez y Juan Oropeza dejan la banda y entran Gabriel Grau como teclista y Romer Quintero como bajista. 
Después de la separación de la banda en 1978 Carlos Moreno continúa como solista y graba algunos álbumes más como: Amigos y Amantes en 1979, Esta noche en 1980 y Aquí estoy otra vez en 1989. En 1997 hacen una recopilación de lo mejor de La Gran Fogata y Carlos Moreno. Cuando cumplieron 25 años de separados en 2003 la banda decide reunirse con su formación original.

## Discografía
- Campo de flores (1974) 45 rpm
- Denle una oportunidad a los chamos (1974) 45 rpm
- Fuego Eterno (1975)
- No Somos una Banda Más (1976)
- Cuando me quieras (1976)
- Más mucho más (1976)
- Serenata (1977)
- La Gran Fogata (1978)
- Lo Mejor de Carlos Moreno y La Gran Fogata (1997)